# Har Timna
Har Timna (hebrejsky: הר תמנע) je vrch o nadmořské výšce 453 metrů v jižním Izraeli, v pohoří Harej Ejlat.
Nachází se cca 25 kilometrů severně od města Ejlat, 4 kilometry jihozápadně od vesnice Elifaz a cca 6 kilometrů západně od mezistátní hranice mezi Izraelem a Jordánskem. Má podobu výrazného odlesněného skalního masivu, jehož svahy spadají do hlubokých údolí, jimiž protékají vádí. Zejména jde o údolí vádí Nachal Nechuštan na jižní straně a Nachal Timna na straně severní, kde se rozevírá údolí Timna s archeologickými památkami. Krajina v okolí hory je členěna četnými skalnatými vrchy. Na jihu je to Har Chachlil, na jihozápadě Har Etek a Har Gadna, na severozápadě Har Berech, na severu Cukej Timna, Har Michrot a Giv'at Sasgon. Pouze na východní straně se terén svažuje do příkopové propadliny vádí al-Araba, kterou prochází dálnice číslo 90. Okolí hory je turisticky využíváno. Po jejích vrcholových partiích vede Izraelská stezka.